# Cudillero
Cudillero (Cuideiru en asturien) est une commune (concejo aux Asturies) située dans la communauté autonome des Asturies en Espagne.